# 皮特里 (澳大利亞國會選區)
皮特里選區（英語：Division of Petrie），是澳大利亞昆士蘭州的下議院選區，位於州府布里斯班東北，並包括摩頓灣區政府一部。面積152平方公里。
選區始於1949年，名字是紀念布里斯班第一位自由的殖民者安德魯·皮特里。1984年以前自由黨佔優，但此後是工黨和自由黨競爭的選區。2007年起當區議員為工黨的伊薇·達斯。